# Elmhurst Avenue
Elmhurst Avenue è una fermata della metropolitana di New York situata sulla linea IND Queens Boulevard. Nel 2019 è stata utilizzata da 3 867 341 passeggeri. È servita dalla linea R sempre tranne di notte, dalla linea M durante i giorni feriali esclusa la notte, e dalla linea E solo di notte.

## Storia
La stazione fu aperta il 31 dicembre 1936. Nel 2005 è stata inserita nel National Register of Historic Places.

## Strutture e impianti
La stazione è sotterranea, ha due banchine laterali e quattro binari, i due esterni per i treni locali e i due interni per quelli espressi. È posta al di sotto di Broadway e possiede cinque ingressi, due all'incrocio con 82nd Street e Britton Avenue e tre all'incrocio con Elmhurst Avenue e 45th Avenue.

## Interscambi
La stazione è servita da alcune autolinee gestite da MTA Bus.
- Fermata autobus